# 易红
易红（1963年4月—），出生于中国四川省万县专区万县（今重庆市万州区），中国机械工程专家。
易红毕业于清华大学，1990年获工学博士学位。同年进入东南大学机械工程系任教，历任东南大学机械工程系现代制造技术教研室副主任、主任、机械工程系党总支副书记、党总支书记、党总支书记兼系主任、东南大学校长助理、副校长、常务副校长等职。2006年6月8日，任东南大学校长，同时继续担任东南大学机械工程学院教授、博士生导师。2015年11月，任东南大学党委书记。2017年12月，调任中南大学党委书记。